# 立法院副院長
立法院副院長（りっぽういんいんちょう、英: Vice President of the Legislative Yuan）は、中華民国の国会である立法院の副首長（副議長）。事故などの理由により立法院院長が職務を遂行できない時、副院長がその職務を代行する。現職の副院長は江啓臣（中国国民党所属）。

## 選出
立法院の正副院長は1948年制定の立法委員互選院長副院長弁法の規定に基づいて選出される。
正副院長選挙は立法委員選挙が実施される年の2月1日に実施され、全ての立法委員が自動的に正副院長の候補者となる。正副院長選挙は立法委員全体の3分の1が出席しなければ実施できない。院長選挙と副院長選挙は個別に実施され、過半数の票を獲得した者が当選人となる。過半数を得た者がいない場合は上位2人による決選投票を行う。正副院長の任期は立法委員の任期と同じ（4年）であり、多選制限は存在しない。

## 職権
立法院の正副院長は政党の役職に就くことができず、公平中立の原則に従って職権を行使し、立法院の秩序を維持して業務を執行しなければならない（立法院組織法第3条）。

## 歴代副院長

### 訓政期
| 代   | 氏名   | 写真 | 所属政党   | 就任          | 退任          | 在任期間     | 院長 | 院長   |
| ---- | ------ | ---- | ---------- | ------------- | ------------- | ------------ | ---- | ------ |
| 1    | 林森   |      | 中国国民党 | 1928年10月8日 | 1931年3月2日  | 2年 + 145日  |      | 胡漢民 |
| 2    | 邵元沖 |      | 中国国民党 | 1931年3月2日  | 1932年1月1日  | 305日        |      | 林森   |
| 3    | 覃振   |      | 中国国民党 | 1932年1月1日  | 1932年5月14日 | 134日        |      | 張継   |
| 3    | 覃振   | 孫科 | 中国国民党 | 1932年1月1日  | 1932年5月14日 | 134日        |      |        |
| 代理 | 邵元沖 |      | 中国国民党 | 1932年5月14日 | 1933年1月12日 | 243日        |      |        |
| 4    | 葉楚傖 |      | 中国国民党 | 1933年1月12日 | 1948年5月17日 | 15年 + 126日 |      |        |

### 行憲後
| 代 | 期 | 氏名   | 写真           | 所属政党   | 就任           | 退任           | 在任期間     | 院長            | 院長   |
| -- | -- | ------ | -------------- | ---------- | -------------- | -------------- | ------------ | --------------- | ------ |
| 1  | 1  | 陳立夫 |                | 中国国民党 | 1948年5月17日  | 1948年12月24日 | 221日        |                 | 孫科   |
| 2  | 1  | 劉健群 |                | 中国国民党 | 1948年12月24日 | 1949年10月7日  | 287日        |                 | 童冠賢 |
| 3  | 1  | 黄国書 |                | 中国国民党 | 1949年10月9日  | 1951年10月19日 | 11年 + 134日 |                 | 劉健群 |
| 3  | 1  | 黄国書 | 1951年10月19日 | 中国国民党 | 1952年3月11日  |                | 11年 + 134日 | 黄国書 （代理） |        |
| 3  | 1  | 黄国書 | 1952年3月11日  | 中国国民党 | 1961年2月20日  |                | 11年 + 134日 | 張道藩          |        |
| 4  | 1  | 倪文亜 |                | 中国国民党 | 1961年2月28日  | 1972年2月19日  | 357日        |                 | 黄国書 |
| 5  | 1  | 劉闊才 |                | 中国国民党 | 1972年2月22日  | 1988年12月20日 | 16年 + 302日 |                 | 倪文亜 |
| 6  | 1  | 梁粛戎 |                | 中国国民党 | 1988年12月20日 | 1990年2月12日  | 1年 + 54日   |                 | 劉闊才 |
| 7  | 1  | 劉松藩 |                | 中国国民党 | 1990年2月12日  | 1992年1月16日  | 3年 + 4日    |                 | 梁粛戎 |
| 8  | 1  | 沈世雄 |                | 中国国民党 | 1992年1月17日  | 1993年1月31日  | 1年 + 14日   |                 | 劉松藩 |
| 9  | 2  | 王金平 |                | 中国国民党 | 1993年2月1日   | 1996年1月31日  | 5年 + 364日  |                 | 劉松藩 |
| 9  | 3  | 王金平 | 1996年2月1日   | 中国国民党 | 1999年1月31日  |                | 5年 + 364日  |                 | 劉松藩 |
| 10 | 4  | 饒穎奇 |                | 中国国民党 | 1999年2月1日   | 2002年1月31日  | 2年 + 364日  |                 | 王金平 |
| 11 | 5  | 江丙坤 |                | 中国国民党 | 2002年2月1日   | 2005年1月31日  | 2年 + 365日  |                 | 王金平 |
| 12 | 6  | 鍾栄吉 |                | 親民党     | 2005年2月1日   | 2008年1月31日  | 2年 + 364日  |                 | 王金平 |
| 13 | 7  | 曽永権 |                | 中国国民党 | 2008年2月1日   | 20012年1月31日 | 3年 + 364日  |                 | 王金平 |
| 14 | 8  | 洪秀柱 |                | 中国国民党 | 2012年2月1日   | 2016年1月31日  | 3年 + 364日  |                 | 王金平 |
| 15 | 9  | 蔡其昌 |                | 民主進歩党 | 2016年2月1日   | 2020年1月31日  | 7年 + 364日  |                 | 蘇嘉全 |
| 15 | 10 | 蔡其昌 | 2020年2月1日   | 民主進歩党 | 2024年1月31日  |                | 7年 + 364日  | 游錫堃          |        |
| 16 | 11 | 江啓臣 |                | 中国国民党 | 2024年2月1日   | 現職           | 1年 + 47日   |                 | 韓国瑜 |

### 存命中の副院長経験者
2024年（民国113年）2月1日現在、現職者の江啓臣を除く存命中の立法院副院長経験者は以下の3名である。
| 氏名   | 在任期間                      | 生年月日              |
| ------ | ----------------------------- | --------------------- |
| 沈世雄 | 1992年1月17日 - 1993年1月31日 | 1936年4月29日（88歳） |
| 王金平 | 1993年2月1日 - 1999年1月31日  | 1941年3月17日（84歳） |
| 饒穎奇 | 1999年2月1日 - 2002年1月31日  | 1934年11月5日（90歳） |
| 鍾栄吉 | 2005年2月1日 - 2008年1月31日  | 1943年1月27日（82歳） |
| 曽永権 | 2008年2月1日 - 2012年1月31日  | 1947年9月10日（77歳） |
| 洪秀柱 | 2012年2月1日 - 2016年1月31日  | 1948年4月7日（76歳）  |
| 蔡其昌 | 2016年2月1日 - 2024年1月31日  | 1969年4月16日（55歳） |